# Acácio Oliveira
Acácio Maurício de Oliveira Júnior (Bauru, 28 de abril de 1954) é um violonista brasileiro.

## Biografia
Iniciou seus estudos de violão com Henrique Pinto e, posteriormente, com Turíbio Santos, Alexandre Lagoya, Miguel Angel Girollet e Álvaro Pierri. Venceu o 1º prêmio de melhor instrumentista no Festival de Inverno de Campos do Jordão, em 1977, em São Paulo.
Laureado a realizar série de concertos pelo Brasil nas comemorações do centenário de nascimento do compositor Heitor Villa-Lobos, em 1987, efetuou, também gravações exclusivas para a televisão Cultura de São Paulo.
O seu debut como solista foi com a Orquestra Sinfônica do UNITAU, em 1981, sob regência do maestro Teixeira Barreto, vindo também a se apresentar, posteriormente, com a Cameramúsica.
Em 1988, num período de intensa atividade de concertos nos principais teatros e salas de recitais do Brasil, fez sua primeira apresentação nos Estados Unidos, como solista da Alhambra Chamber Orchestra, que lhe valeu elogios da crítica.
Voltou no ano seguinte à América do Norte para executar o Concierto de Aranjuez, de Joaquín Rodrigo, com a Diablo Symphony Orchestra de San Francisco (Califórnia)  sob regência de Joyce Johnson-Hamilton.
Em 1998 recebeu o título de "Embaixador Joseense" da Música Clássica pelo extenso trabalho realizado com o violão clássico e medalha "Cassiano Ricardo" (2018) e "Cidadão Joseense" em (2024) respectivamente da Prefeitura e Câmara Municipal de São José dos Campos.   
Em 1999, a convite da Associazione Nova Philarmonia da Itália, sediada em Roma, participou da série de concertos em Nápoles, durante o Festival Internacional de Música Clássica de Castellabate. Diretor e coordenador do Festival Grandes Mestres da Música de São José dos Campos, edição 2003 e 2004. Curador e idealizador do 1º, 2º e 3º ACORDE e o I, II e III Festival Villa-lobos de Inverno de São José dos Campos (FEVIN), edição 2014,15 e 16.
Em 2004 gravou para a TV Senado de Brasília, Rede Canção Nova e Rede Globo, especiais sobre Heitor Villa-Lobos.
Convite para concertos em 2004 na Europa – Milão, Legnano e Paris.
A convite do governo russo, em dezembro de 2007 fez parte do corpo de jurados do festival do violão clássico Tabula Rasa,  em Volgogrado. Fez recitais e concerto com a Filarmônica de Volgogrado, sob regência de Eduard Serov.
Fundador e diretor-presidente do Conservatório Musical Villa-Lobos de São José dos Campos (SP) desde 1980. Membro presidente e fundador da Faculdade Villa-Lobos do Cone-Leste Paulista (FAVCOLESP). Em 2013 graduou-se em Comércio Exterior e, em 2014, concluiu pós-graduação em Metodologia do Ensino Superior e Ensino das Artes pela Universidade de Curitiba.
Seu primeiro álbum, em 1999, intitulado Preludiüm. O segundo, de 2002, recebeu elogios da crítica, sendo o primeiro CD no gênero a utilizar procedimentos da nova tecnologia MIDI para edição de orquestra gestual do terceiro, em 2003. Un Elegant Recital, em 2004, foi dedicado exclusivamente ao compositor brasileiro Heitor Villa-Lobos.
Na edição especial nº 100 e os nº 124 e 157 da revista Guitar Player - 2004/2006/2009, recebeu elogios da crítica ao seu CD dedicado ao compositor brasileiro Villa-Lobos, A voz do violão 2006 e Romancero Gitano de Mário Castelnuovo-Tedesco. O seu material discográfico encontra-se em catálogo na revista brasileira de música clássica Concerto.
A convite da Sociedade da Guitarra Clássica de Belgrado realizou tournée pela República da Sérvia em 2010, com concertos e gravações exclusivos em Belgrado e cidades do interior como Sremska Mitrovica, Vrnjacka Banja, Nov Sad, Esmederevo e outras sendo o foco principal o compositor brasileiro Heitor Villa-Lobos, recebendo elogios e menção do consulado e embaixada brasileira em Belgrado. A convite do X Concurso Internacional-Festival de jovens artistas da guitarra «Tabula Rasa» Rússia - Volgogrado e Moscou 2007,15,19 e 23, participou do corpo de jurados, realizou master-class e recital, executando obras de compositores brasileiros. 
Em 2019 realizou o Projeto "Heitor Villa-lobos 60 anos e o Violão" destacando-se nas unidades do Sesc - Brasil e posteriormente em Moscou e México. Nas homenagens ao compositor internacional Joaquin Rodrigo realizou concerto com Orquestra sobre as obras Andaluz e Concerto de Aranjuez em destaque os 80 anos de composição sob regência do maestro Bartholomeu Vaz. 
Em 2023, há convite do Museu Villa-Lobos, participou do sexagésimo primeiro Festival Villa-Lobos - RJ na ocasião executou o Concerto em Mi menor para pequena Orquestra de Heitor Villa-Lobos em performance com o instrumento autor.   

## Discografia
- 1999 Preludiüm
- 2001 Violão e Orquestra Gestual
- 2003 Un Elegant Recital
- 2004 Acácio Oliveira interpreta Heitor Villa-lobos
- 2005 A voz do Violão
- 2006 Romancero Gitano - Música Mário Castelnuovo-Tedesco e Letra Frederico García Lorca  - Coral, Solista e Violão 1º Gravação em CD realizada na América Latina.
- Avant Premiere Concerto em fá maior Karl Kohaut - Orquestra de Câmara da California (EUA) 1987
- Avant Premiere Concerto em Mi menor Heitor Villa-lobos - Orquestra Philarmonica de Volvograd (Rússia) 2007.